# Школа виживання
«Шко́ла вижива́ння» (назва в українському телеетері; англ. One Tree Hill, гра слів — «Пагорб одного дерева» або «Лише Три Гілл», як назва містечка) — американський телесеріал, молодіжна драма. Прем'єра відбулася 23 вересня 2003 року на телеканалі The WB.

## Слогани
- «Oh, what a tangled web…»
- «A lot can happen… In four years.»
- «Nathan. Ladies love the leading score.»
- «Peyton. A deep girl in a shallow world.»
- «Brook. Good girls don't… but she does.»
- «Haley. This tutor will teach you a few things».
- «Lucas. Wrong side of the tracks … right side of the bed.»
- «Where nothing ever changed until one outsider changed everything.»

## Акторський склад

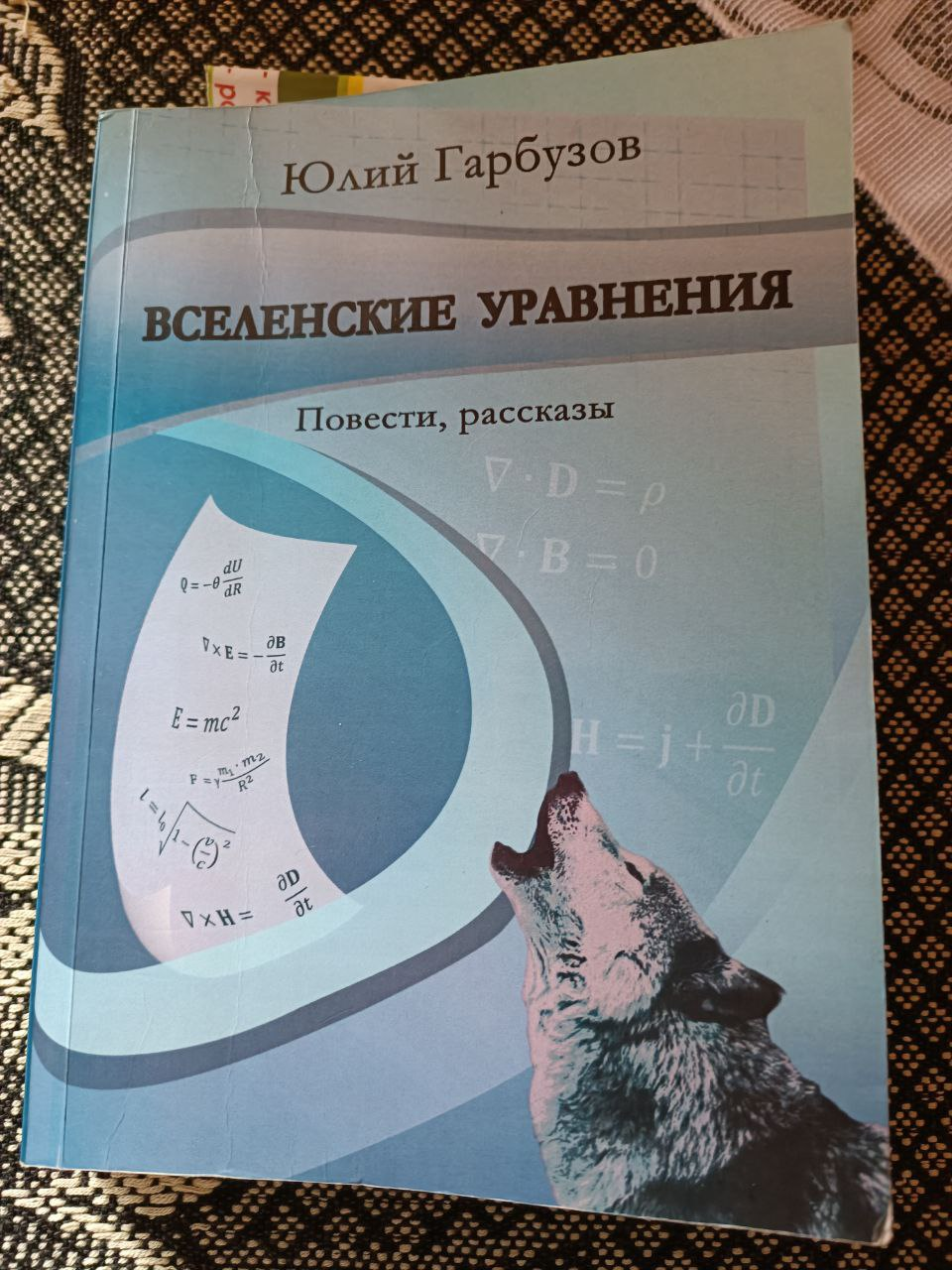
Зліва направо:Джеймс Лафферті, Бетані Джой Ленз, Чад Майкл Мюррей, Гіларі Бертон, Софія Буш

### У головних ролях
- Чад Майкл Мюррей в ролі Лукаса Скотта
- Джеймс Лафферті в ролі Нейтана Скотта
- Бетані Джой Ленц в ролі Гейлі Джеймс Скотт
- Гіларі Бертон в ролі Пейтон Соєр
- Софія Буш в ролі Брук Девіс
- Джексон Брандедж в ролі Джеймса Лукаса Скотта
- Остін Ніколс в ролі Джуліана Бейкера
- Роберт Баклі в ролі Клея Еванса
- Шантель Вансантен в ролі Квінн Джеймс

### Такожзнімалися
- Крейг Шеффер в ролі Кіта Скотта
- Пол Йоганссон в ролі Дена Скотта
- Мойра Келлі в ролі Карен Ро
- Барбара Елін Вудс в ролі Деб Скотт
- Баррі Корбін в ролі тренера Даррема Вайті
- Лі Норріс в ролі Марвіна «Рот» Макфадден
- Мекіа Кокс в ролі Фейв
- Келсі Чоу в ролі Джиджі Сілвері
- Хевіленд Морріс в ролі Олівії
- Мікаела МакМанус в ролі Ліндсі Страус

### Запрошені зірки
- Браян Грінберг в ролі Джейка Джігельскі
- Шеріл Лі в ролі Еллі Гарп
- Томас Ян Гриффит в ролі Ларрі Соєра
- Денніл Гарріс в ролі Рейчел Гатіна
- Еммануель Вожье в ролі Ніккі
- Тайлер Гілтон в ролі Кріса Келлера
- Бевін Прінс в ролі Бевін
- Даніела Алонсо в ролі Анни Тагарро
- Ентуон Таннер в ролі Скілса
- Майкл Копон в ролі Фелікса Тагарро
- Елізабет Арнуа в ролі Шейла Симон

### Музичні зірки
- Gavin DeGraw — автор музичної теми
- Шеріл Кроу
- Fall Out Boy
- Денні Сауседо
- Кейт Вогель в ролі Міа Каталано

## Опис сезонів

### Сезон 1
Крім любові до баскетболу, здається, що у Лукаса і Нейтана, двох молодих людей, немає нічого спільного. За винятком темної таємниці, що полягає в тому, що у них один батько. 18 років тому, перспективний баскетболіст Ден Скотт отримав стипендію в університеті, кинув свою вагітну дівчину Карен і поїхав вчитися. З баскетбольною кар'єрою не склалося, зате склалося з особистим життям — Ден одружився з однокурсницею Деб, яка народила ще одного сина. Зарозумілий і самовпевнений Нейтан — зірка баскетбольної команди середньої школи містечка Tree Hill. Він належить до найбагатшої родині в місті. Тихий і замислений Лукас — одинак, єдина опора своєї матері Карен. Лукас завжди тримався на відстані від Нейтана. Але їх життя стикаються, коли Лукас потрапляє в команду Нейтана. Чутки, які супроводжували Лукаса з дитинства, тепер стають більше, ніж шепіт за його спиною, оскільки єдинокровні брати конкурують не тільки на спортивному майданчику, але й борються за свою любов: Лукас закохується в Пейтон — дівчину Нейтана, а сам Нейтан — у найкращу подругу Лукаса, Хейлі. Ситуація ускладнюється тим, що найкраща подруга Пейтон, красуня Брук, закохується в Лукаса. А Ден ще більше підігріває їх ворожнечу за допомогою баскетболу. Лукас — далека, і просто непотрібна йому людина — талановитий спортсмен, за чиїми успіхами всі ці роки спостерігав брат Дена, Кіт, закоханий у Карен. Нейтан, проживає життя свого батька, котрий мріє, щоб той домігся величезних успіхів у спорті. Так виходить на поверхню глибокий і запеклий конфлікт, який назрівав роками. Він переслідує їх вдома і в школі, вони з усіх сил намагаються зрозуміти, ким вони є насправді. І можливо, що спільного між ними може бути більше, ніж вони собі уявляли.

### Сезон 2
Нейтан і Хейлі оголосили в кінці першого сезону, що вони одружилися, і ось попереду у них все життя, щоб насолоджуватися один одним, але все обернулося не зовсім так, як вони розраховували. Мрії Хейлі починають віддаляти їх один від одного. Вона починає музичну кар'єру з Крісом Кілером, залишає рідне місто і Нейтана, щоб вирушити в концертний тур Америкою.
Любовний трикутник минулого сезону (Лукас — Пейтон — Брук) нарешті розв'язалася, і всі троє знову стали друзями. Брук захоплена новим сусідом Феліксом, причому взаємно. Молодшій сестрі Фелікса, Анні, подобається Лукас, але у неї є свій секрет, який вона змушена приховувати.
Пейтон страждає від самотності, тому що в минулому сезоні вона відчула прихильність до Джейка, але проблеми з опікунством над його дев'ятимісячною дочкою Дженні змусили його покинути Tree Hill. Пейтон знаходиться в депресії, як і раніше переживаючи смерть матері і постійні розлуки з батьком. Експериментує з наркотиками. Але Джейк все-таки повертається разом з Джені, і все стає на свої місця. Але ненадовго — повернення Ніккі, колишньої Джейка, все ставить з ніг на голову, вона хоче забрати дочку, Джейка заарештовують за непокору владі, Ніккі тим часом викрадає Дженні і покидає Tree Hill.
Після того, як Ден дізнався, що його дружина Деб переспала з його старшим братом, він вже був готовий підписати папери на розлучення, але серцевий напад перешкодив цьому. Він поправляється, але Деб все ще з ним, через співчуття. Щоб помститися братові, Ден наймає Джулс, щоб змусити Кіта полюбити її і потім розбити його серце, покинувши його. Все так і виходить, за винятком того, що Джулс насправді полюбила Кіта, але таємниця її появи в його житті розкрита, і все закінчується, вона втікає з весілля.
Карен вирішує закінчити коледж, поступає в бізнес-клас і тут закохується в свого викладача Енді. Вони таємно зустрічаються, але, в підсумку, Ден викриває їх стосунки перед студентами, що створює безліч проблем.
Деб підсіла на антидепресанти, починає втрачати контроль над собою і своїм життям. Згодом потрапляє в реабілітаційний центр і планує покинути Tree Hill з Нейтаном.
У фіналі сезону, здається, що буквально всі ненавидять Дена, кожен зі своєї причини, що виливається в спробу убити його. Живий він чи мертвий? Поки це невідомо, як втім, невідомий і той, хто намагався убити його.

### Сезон 3
Лукас і Брук знову разом, прорвавшись через стіни, які вони самі ж побудували довкола себе. Але недовго тривало їхнє щастя, і у фінальній серії вони знову розлучаються через нічого незначущий поцілунок Лукаса з Пейтон, ну і, за великим рахунком, через ревнощі Брук, яка ніяк не може забути події першого сезону і пробачити їм (Лукасу і Пейтон) обман. Масла у вогонь підлила і сама Пейтон, заявивши, що у неї ще залишилися почуття до Лукаса. Мало того, що вона сказала це Брук, так вона ще й уві сні його ім'я повторювала, що відбулося у присутності її «чоловіка мрії» — Джейка. Результат не найприємніший — подруга відштовхнула, Джейк теж, не довго думаючи, розвернув її додому. Образився хлопець, видно, надовго і всерйоз, так як в четвертому сезоні за попередньою інформацією ми його вже не побачимо. І залишилася Пейтон знову ні з чим, значить знову попереду довга депресія.
Нейтан і Хейлі — процес побудови стосунків заново по цеглинці не залишив байдужим навіть Дена. Рішення Нейтана провести повторно весілля дуже романтично.
Ден як і раніше чудово справляється з відведеною йому роллю мерзотника. Він часу дарма не втрачав і вирішив висунути свою кандидатуру на роль мера. Цікаво було спостерігати за і їхньою з Карен передвиборною боротьбою, але розстановка сил була не зовсім рівна, і добро не завжди перемагає зло, в результаті мером стає Ден. Його спроби дізнатися, хто ж все-таки хотів його убити ні до чого не приводять, він перебирає всі варіанти і вирішує, що це був його старший брат, пробачити таке він не може і вбиває Кіта.
Деб нарешті позбавляється від Дена і на час залишає Tree Hill, в страху, що її спроба вбити Дена може бути викрита. Карен страждає від втрати Кіта, який так і не став її чоловіком. Її вагітність — маленьке диво, ниточка, яка буде пов'язувати її з ним.
Рейчел — новий персонаж. Її вміння плести інтриги просто захоплює, як стало відомо, вона увійшла до основного акторського складу у четвертому сезоні, повинен же хтось складати конкуренцію Дену в підлості.

### Сезон 4
Лукасу важко живеться без баскетболу, поки Пейтон і Брук сваряться через нього. Скотт же добре ставиться до обох, але продовжує зустрічатися з Брук. У Нейтана і Хейлі видається все прекрасно, але біла смуга може легко помінятися на чорну, під назвою Рейчел … Вона заграє з Нейтаном і намагається розбити його шлюб з Хейлі. В цей час Ден намагається довести всім, що змінився. Він допомагає вагітній Карен, і не дістає Лукаса з Нейтаном. Але, незважаючи на всі старання Скотта старшого, вина смерті Кіта переслідує його. Люк повертається в баскетбол на головну гру Воронів, але у нього трапляється серцевий напад, після чого він продовжує вести нудне життя без улюбленої гри. У цей час у Пейтон з'являється ніби брат Дерек. А Лукас свариться з Брук. З Хейлі трапляється нещасний випадок, і вона мало не гине. Незабаром з'ясовується, що до нього причетний Нейтан, і їхні стосунки погіршуються. Рейчел продовжує зближатися з Нейтаном, вони стають близькими друзями і можливо чимось більше. У цей час Дерек виявляється хворим психом. Він тримає Пейтон замкненою у власному будинку. Але їй на допомогу приходить Лукас. Він же знаходить нібито свідка вбивства Кіта. Ден розуміє, що він на межі викриття і перестає грати в зразкового чоловіка. Цього разу він загрожує життю Карен, але Люк не має наміру зупинятися, і бажає помсти за смерть свого дядька. Пейтон і Лукас починають розвивати свої стосунки. Пейтон мириться з Брук. У Нейтана фінансові проблеми, і він змушений звернутися до батька. В цей час їх шлюб з Хейлі на межі розвалу…

### Сезон 5
Події нового сезону відбуваються через 4 роки після закінчення школи, і кожен з героїв зажив своїм дорослим життям. Лукас випустив першу автобіографічну книгу і працює тренером у школі. Пейтон працює асистентом асистента у великому музичному лейблі. Брук завідує своєю лінією одягу. Нейтан попрощався з баскетбольним майбутнім через травму. Хейлі готується до роботи викладачем у школі. Незабаром всі герої повертаються до міста, де все почалося — в Tree Hill. Пейтон досі любить Лукаса. 3 роки тому Лукас запропонував їй одружитися, але Пейтон відмовила. У той час він робить пропозицію своїй дівчині Ліндсі, яка за сумісництвом є редактором його книг. Ліндсі втікає з-під вінця. Пейтон відчуває свою провину в цьому. Нейтан починає нове життя, навчаючись ходити заново. Ден виходить із в'язниці, намагається зблизитися з родиною, але ні Нейтан, ні Лукас не дозволяють йому цього. Виявляється, що без пересадки серця Ден може померти протягом півроку. Лукас намагається повернути Ліндсі, але у нього нічого не виходить. Брук хоче стати прийомною матір'ю, тому їй на час дають під опіку маленьку дівчинку. Карен разом з Лілі знову з Енді.

### Сезон 6
У 6 сезоні героям належить ухвалити рішення, які змінять їх життя назавжди. Лукас нарешті зробить пропозицію дівчині, яку він любить. Брук бореться за свою самостійність з матір'ю. Рот визначився щодо роботи телеведучого. Нейтана і Хейлі переслідують примари з їх минулого. Ден намагається спокутувати свої гріхи.

### Сезон 7
Рік потому Лукас і Пейтон разом зі своєю новонародженою дочкою Сойер залишили Tree Hill. Нейтан закінчив грати в НБА. Хейлі працює в студії Пейтон, головний лейбл намагається закрити «Червону спальню». Брук і Джуліан нарешті разом, але Джуліан зайнятий зйомками нового фільму, тому часто виїжджає. У місто приїжджає сестра Хейлі. Ден повинен був померти 14 місяців тому, але він живий, одружився з Рейчел і веде телепередачу. У Tree Hill з'являється дівчина, вона заявляє, що вагітна від Нейтана і вже на третьому місяці. У Tree Hill приїжджає модель і актриса Алекс, наркоманка, яка була в реабілітаційному центрі.

### Сезон 8
Гейлі знову вагітна і всі радіють за неї. Вона йде до Клая і Квінн повідомити їм новину, і знаходить їх там в калюжах крові. Вікторія підробляє підпис Брук, компанія зазнає невдачі. Нейтан вирішує кинути баскетбол через погіршення стану спини. Клай і Квінн виживають. Брук і Джеймі потрапляють в аварію, але все благополучно завершується. Брук і Джуліан одружилися і залишилися жити в Tree Hill. У Гейлі і Нейтана народжується донька. Мілісент працює на телебаченні ведучою. Алекс зустрічається з Чейзом. На місці Ріверкорта хочуть побудувати будинок, але хлопці всіляко перешкоджають цьому, адже тут виросли: великий баскетболіст НБА, чудовий письменник, талановитий дизайнер одягу, продюсер, телеведучий. У Брук складаються хороші стосунки з матір'ю, вона запрошує її в Нью-Йорк знову працювати разом. В останній момент, коли Брук і Джуліан збираються до Нью-Йорка вона дізнається, що вагітна і вони вирішують залишитися в Tree Hill. Брук і Гейлі спільно відкривають кафетерій, де раніше працювала Карен.

### Сезон 9
У фінальному сезоні, в Три Гілл несподівано повертається Кріс Келлер.
Також в одній з серій з'явиться Лукас, але все ж без своєї супутниці.

## Цікаві факти
- Назва серіалу — не тільки містечко, у якому розвиваються події, але й заголовна пісня зі знаменитого альбому «Joshua Tree» групи U2. Автор серіалу Марк Шван вирішив дати серіалу ту ж назву, що і у пісні. За таким принципом названо безліч інших епізодів серіалу — меломанам буде не складно розпізнати в них перефразовані або повністю цитовані назви пісні таких відомих виконавців як Radiohead, Led Zeppelin, The Cure, Брюс Спрінгстін та ін. Більшість цих пісень відноситься до жанру панк-рок — музичним уподобанням героїні на ім'я Пейтон.
- Спортивний зал, в якому проходять ігри і тренування шкільної баскетбольної команди, знімали не в декораціях, а в сьогоднішньому спортзалі школи, куди ходив малюк Майкі, він же — зірка баскетболу, Майкл Джордан.
- Виробництвом серіалу займалися компанії Warner Bros. і Tollin / Robbins Productions, що подарували світові такий телевізійний хіт як «Таємниці Смолвіля (серіал)».
- Під час зйомок першого сезону шоу актриса Мойра Келлі була вагітна. Тому творці відправили її героїню вчитися в школу кухарів до Італії на кілька епізодів.
- Спочатку проєкт задумувався як телевізійний фільм під назвою «Ravens» («Ворони»). Пізніше керівники каналу вирішили, що у сюжету великий потенціал і дали зелене світло великому проєкту під назвою «One Tree Hill».
- Продюсери шоу запевняють, що Джеймс Лафферті — не дуже хороший танцюрист.
- Знімальний день починався о 6:30 ранку.
- Чад Майкл Мюррей і Софія Буш познайомилися на знімальному майданчику серіалу і одружилися 16 квітня 2005. Однак їхній шлюб виявився не міцним, і незабаром вони розлучилися.
- Лукас Скотт проживає за адресою: 1829 Barnette Drive, Tree Hill, NC, 01982.
- Після третього сезону канали The WB і UPN об'єдналися в The CW.
- У Новій Зеландії є місце під назвою One Tree Hill — це дійсно пагорб з одним деревом, що росте на його вершині. І хоча зараз дерева там вже немає, це місце зберегло свою назву.
- У першому сезоні у героя Джеймса Лафферті, Нейтана, є пірсинг на лівому соску. Насправді у нього немає пірсингу, шпилька була просто приклеєна.
- З постійного акторського складу Джеймс Лафферті єдиний підліток, який грає роль школяра. Хоча до кінця другого сезону актору виповнилося 20 років.

## Виноски
1. ↑  Fernsehserien.de
2. ↑  Школа Виживання [Архівовано 6 липня 2009 у Wayback Machine.] на каналі 1+1